# Paatsjoki
Il Paatsjoki (in norvegese Pasvikelva, in russo Паз or Патсойоки, in sami skolt Paaččjokk, in sami settentrionale Báhčaveaijohka, in svedese  Pasvik älv) è un fiume della Lapponia, tra Finlandia settentrionale, Russia e Norvegia. Emissario del lago di Inari, scorre attraverso la Norvegia e la Russia fino al Varangerfjord, non lontano da Kirkenes, dove sfocia nel Mare di Barents. Lungo il fiume sono collocate una serie di centrali idroelettriche, conosciute come gli impianti idroelettrici del fiume Paatsjoki.
Dalla fine della Guerra di continuazione nel 1944, il fiume ha segnato una parte del confine tra Norvegia e URSS; in precedenza la sponda di destra del fiume era territorio finlandese. Dopo l'ulteriore cessione del territorio di Jäniskoski-Niskakoski da parte della Finlandia all'URSS nel 1947, geograficamente solo 2 km del fiume si trovano in Finlandia, 28 km sono interamente in Russia, 112 marcano il confine Norvegia-Russia, e gli ultimi 3 sono in Norvegia, dove il fiume raggiunge il mare vicino a Kirkenes, nel Varangerfjord.
Il fiume offre buone possibilità di pesca del salmone atlantico, ma sulla sponda norvegese,   dove questa segna il confine, solo i cittadini norvegesi sono autorizzati a pescare, e solo a condizione che le loro linee di pesca non attraversino il confine.

## Centrali idroelettriche
Lungo il corso del fiume si trovano sette centrali idroelettriche con una capacità installata di 275,9 MW e una produzione annua di circa 1,475 TWh.
| Nome       | Anno di completamento | Capacità installata in MW | Produzione annua in GWh | Nazione  |
| ---------- | --------------------- | ------------------------- | ----------------------- | -------- |
| Kaitakoski | 1959                  |                           | 69                      | Russia   |
| Jäniskoski | 1951                  |                           | 208                     | Russia   |
| Rajakoski  | 1956                  |                           | 228                     | Russia   |
| Hestefoss  | 1970                  |                           | 215                     | Russia   |
| Skogfoss   | 1964                  | 60                        | 258                     | Norvegia |
| Melkefoss  | 1978                  | 26                        | 129                     | Norvegia |
| Boris Gleb | 1963                  |                           | 272                     | Russia   |